# Гед (персонаж)
Гед (англ. Ged) — главный герой серии романов американской писательницы Урсулы Ле Гуин «Земноморье», верховный маг и руководитель школы волшебства на острове Рок. В начале романа «Волшебник Земноморья» Гед предстает маленьким мальчиком, по мере развития сюжета он взрослеет и его магический потенциал раскрывается. В зрелом возрасте Гед описывается как высокий и стройный мужчина, с красно-коричневой кожей и черными волосами, на лице у него шрам.
Гед — это истинное имя, которое мало кто знает, при рождении он получил имя Дьюни, а все персонажи в основном называют его Ястребом или иными прозвищами.

## Биография
Мальчик Дьюни, впоследствии Гед, родился в маленькой горной деревушке Тэн Алдерс на острове Гонт, в Северо-Восточном море архипелага Земноморье, и провел там своё детство. Мать его умерла, когда Дани не было и года. Шестеро старших братьев покинули деревню, и его воспитывал отец — деревенский кузнец. Дани пас коз, а потом отец взял его к себе подмастерьем. Однажды Дани услышал, как деревенская ведьма произносит какие-то слова, чтобы согнать с крыши забравшуюся туда козу. Он запомнил и повторил слова, и за ним погналось всё стадо коз. Ведьма заметила это и решила, что у мальчика хорошие задатки, чтобы стать магом. Деревенская ведьма не обладала обширными знаниями и учила Дани в основном «настоящим именам» вещей и простым заклинаниям, и не могла дать ему глубоких познаний о структуре и равновесии магии.
За месяц до тринадцатилетия Дани на остров Гонт напали дикари из Империи Каргад, и мальчик, чтобы спасти деревню, напустил густой туман, но сам едва не погиб, так как потратил слишком много сил на это заклинание. Спас его от смерти маг из Ре-Альби Огион Молчаливый. Огион берёт мальчика в ученики и проводит Обряд Посвящения, на котором дает ему настоящее имя — Гед. Огион хотел подготовить разум юноши к осознанию важности его умений и сил, хотел научить его терпению и концентрации, заложить базу знаний об окружающем мире и о каждой вещи в этом мире, тогда как юноша жаждал новых заклинаний и умений. Огион решает предоставить Геду право выбора: обучаться у него или уехать в школу магии на острове Рок. Гед выбирает школу магии на острове Рок.
Мальчику легко даётся учёба, он становится очень уверенным в своих силах. Самоуверенность юного зазнайки приводит к трагедии: вызывая на спор душу королевы Эльфарран из Царства Смерти, юный маг открыл путь в наш мир для призрачной Тени.
Верховный Маг Неммерль спас Геда, но потратил все жизненные силы и умер. Лишь Гед мог бороться с Тенью и победить её. Маг вступает в сражение с Тенью, которая жаждет убить душу Геда и попасть в его телесную оболочку. Он отправляется в путь, чтобы настичь её и победить. После многочисленных путешествий, приключений и встреч маг постигает истину: Тень является ничем иным, как темной стороной его собственной души. В конце книги «Волшебник Земноморья» Гед одерживает победу и возвращается домой.
Вторая книга повествует о подвигах мага. Для того чтобы добыть кольцо Эррет-Акбе, Гед проникает в логово каргов. Лишь с этой святыней варваров он сможет объединить земли Земноморья. Он встречает молодую жрицу Ару, которая помогает ему в подземном лабиринте. Когда-то дракон рассказывает Геду, что маг является обладателем утраченного обломка священного кольца, и теперь Геду предстоит ограбить великую сокровищницу Гробниц Атуана, чтобы восстановить мир на землях архипелага.
В третьей книге «На последнем берегу» Гед в статусе Верховного мага школы Рока, вместе с принцем Арреном восстанавливает равновесие в мире, которое стало колебаться. Он спускается в мир мёртвых и побеждает врага на его территории. После этого Гед теряет всю магическую силу и становится отшельником.
В романе «Техану» он фигурирует как второстепенный персонаж, уступая место Тенар и Терру, что связано с увлечением Ле Гуин феминизмом. Он помогает им одержать верх над разбойниками, а после остается жить с ними, как муж Тенар и приёмный отец для Терру.

## В экранизациях
В фильме «Легенды Земноморья» роль Геда исполнил Шон Эшмор, в фильме показаны юность Геда и его годы обучения в академии магов на острове Рок.
В аниме «Сказания Земноморья» Ястреб-Гед (в японском прочтении — Хайтака) предстаёт уже верховным магом, его озвучил сэйю Бунта Сугавара.